# Az alkalmi turista (film)
Az alkalmi turista (eredeti cím: The Accidental Tourist)  1988-ban bemutatott romantikus dráma.
Lawrence Kasdan rendezte, zenéjét John Williams írta. A film Anne Tyler azonos című regénye alapján készült. A főbb szerepekben William Hurt, Kathleen Turner és Geena Davis látható. A film négy Oscar-jelölést kapott.

## Cselekménye
|  | Alább a cselekmény részletei következnek! |

Baltimore, Maryland, USA, 1980-as évek eleje
Macon Leary (William Hurt) 40 év körüli író, aki útikönyveket ír, de nem turisták, hanem kizárólag elfoglalt amerikai üzletemberek számára, akik sokat utaznak repülőn. Macon nem szeret utazni és nem szeret világot látni. Könyveit kizárólag könyvkiadója utasítására kezdte el írni. Saját magából kiindulva arról ír, hogyan lehet az utazás kellemetlenségeit legjobban csökkenteni (egyetlen kis bőrönd, amiben csak a legszükségesebb holmik vannak; semmi érzelmileg fontos dolog, amit el lehet veszíteni; egy könyv a többi útitárssal való csevegés elkerülésére). Külön kitér arra, hogy a külföldre utazók hol találhatják meg a számukra megszokott amerikai ételeket.
Egy utazásáról visszatérve azzal szembesül, hogy felesége, Sarah (Kathleen Turner) el akar válni tőle, mert 12 éves fiuk halála óta (akit egy évvel korábban egy bolti rabló lelőtt) úgy érzi, hogy férjétől nem kap érzelmi támogatást. El is mondja neki, hogy „begubózott”, de férje tiltakozik a vád ellen. Hivatalosan nem válnak el, de az asszony egy kisebb lakásba költözik.
Macon a házban marad kutyájukkal, a welsh corgi Edwarddal, akit fiuk nagyon szeretett, ezért Macon semmiképpen nem akar megválni tőle. Amikor újból el kell utaznia egy hétre, a kutyát egy állatkórházba viszi megőrzésre, mert a régi helyén nem fogadják be, mondván, hogy megharapott valakit. Az állatkórház vezetője, Muriel Pritchett (Geena Davis) megnyugtatja Macont, hogy nála nem fog gondot okozni a kutya. Amikor visszatér az utazásról, Muriel elkéri Macon munkahelyi és otthoni telefonszámát, és felajánlja neki, hogy ha akar, vele szívesen beszélgethet. Nem sokkal később felhívja Macont a lakásán, a kutya felől érdeklődik, és megjegyzi, hogy ha problémák vannak a kutyával, ő a nevelésével is tud foglalkozni.
Amikor Macon egy alkalommal az alagsorban ruhát akar mosni, Edward megvadul és ráugrik. Macon elesik és a jobb lába eltörik.
Macon visszaköltözik nagyszülei házába, ahol a testvérei (két idősebb fivér és egy lánytestvér) együtt laknak. Felhívja Murielt, aki több alkalommal eljön és minden erőfeszítés nélkül elkezdi a kutyát engedelmességre szoktatni és ezért alacsony óradíjat számít fel. Muriel célozgat rá, hogy elmehetnének vacsorázni vagy moziba, de Macon ezeket sorban elhárítja.
Egy alkalommal, amikor Macon lába még gipszben van, kiadója, Julian (Bill Pullman) meglátogatja, hogy a készülő könyvéről beszéljenek. Juliannek nagyon megtetszik Rose, Macon 36 éves húga. Később több alkalommal meglátogatja „a családot” (akikre Macon kivételével jellemző, hogy még a szomszéd utcából is nehezen találnak haza, nem veszik fel a telefont és furcsa kártyajátékot játszanak esténként). Julian még arra a „hőstettre” is vállalkozik, hogy eszik a hálaadásra sült pulykából, amit Rose készített, míg a többiek csak a köretből esznek, mert szerintük a pulyka bizonyára nem sült meg eléggé.
Amikor Muriel meghívja vacsorázni a lakására, Macon udvarias levelet ír, amiben elhárítja a másnapra szóló meghívást és maga kézbesíti a levelet (Muriel elég lepukkant helyen lakik), azonban Muriel észreveszi és behívja magához. Macon és Muriel együtt alszanak. Murielnek van egy 8 év körüli fia, aki sok mindenre allergiás. Macon tanítgatja a fiút, például megmutatja neki, hogyan kell a csapot megjavítani. Egy alkalommal, amikor a fiúval vásárolni megy, Macon szóvá teszi Murielnek, hogy a fiú nem tud számolni és javasolja, hogy magániskolába kellene íratni, amit ő fizetne. Muriel azonban visszautasítja azzal az indokkal, hogy a fiú még legalább tíz évig iskolába fog járni és nem látja, hogy Macon elkötelezte volna magát arra, hogy végig kitart mellettük.
Amikor Julian és Rose összeházasodnak, az esküvőn Macon találkozik Sarah-val, aki túljutott az érzelmi válságon. A pár nem sokkal később visszaköltözik a házukba. Macon elhagyja Murielt.
Amikor Macon következő könyvét Franciaországról írja, és Párizsba készül utazni, a repülőgépen meglepve fedezi fel, hogy Muriel is Párizsba utazik. Egy korábbi könyvének ajánlása alapján Muriel is ugyanabban az olcsó párizsi szállodában lakik, ahol Macon. Muriel itt reggelire való invitálással próbálkozik, de Macon kitessékeli a szobájából. Muriel nem sértődik meg és azt javasolja, hogy menjenek együtt felfedezni Párizst, de Macon ezt sem fogadja el.
Macont egy rossz mozdulat miatt ágyhoz szegezi a lumbágó. Felhívja Rose-t, aki értesíti Sarah-t, aki azonnal Párizsba utazik és gyógyszert is hoz magával a fájdalom csökkentésére. Sarah felajánlja, hogy ő bejárja azokat a helyeket, amiket Macon szeretett volna felkeresni. Kiderül, hogy a pár tizennyolc évvel korábban Párizsban volt nászúton. Sarah felfedezi, hogy Muriel is ugyanabban a szállodában lakik. Amikor kérdőre vonja Macont, ő elmondja neki, hogy a másik nő tőle függetlenül van ott. Sarah elfogadja ezt. Pár nappal később, amikor már Macon jobban van, Sarah visszacsúszik a régi rutinba és Macon hibáit kezdi ecsetelni, amiből a férfi nem kér. Rájön, hogy hiába szeretik egymást Sarah-val, de nem tudnak együtt élni. Reggel felöltözik, felkölti Sarah-t és békésen beszélgetve elbúcsúznak egymástól.
Macon a repülőtérre indulna taxival. Egy érkező taxiból mintha a fia szállt volna ki... a fiú visszatartja a taxit, amikor észreveszi, hogy Macon azzal akar utazni (a fiú franciául beszél). Amikor a taxi megfordul az utca végén, Macon észreveszi Murielt, amint éppen indulni akar a szállodából, ezért megállítja a taxist a szálloda előtt. Amikor Muriel észreveszi, mindketten mosolyogni kezdenek.
|  | Itt a vége a cselekmény részletezésének! |

## Szereplők
| Színész            | Szerep                                    | Magyar hang     |
| ------------------ | ----------------------------------------- | --------------- |
| William Hurt       | Macon Leary                               | Dörner György   |
| Kathleen Turner    | Sarah Leary, Macon felesége               | Andresz Kati    |
| Geena Davis        | Muriel Pritchett, az állatkórház vezetője | Tóth Enikő      |
| Bill Pullman       | Julian, Macon könyvkiadója és főnöke      | Csankó Zoltán   |
| Amy Wright         | Rose Leary, Macon húga                    | Pap Vera        |
| David Ogden Stiers | Porter Leary, Macon bátyja                | Melis Gábor     |
| Ed Begley, Jr.     | Charles Leary, Macon bátyja               | Juhász György   |
| Robert Hy Gorman   | Alexander Pritchett                       | Szvetlov Balázs |
| Bradley Mott       | Lucas Loomis                              | Bácskai János   |
| Seth Granger       | Ethan Leary                               |                 |
| Peggy Converse     | Mrs. Barrett                              | Kassai Ilona    |
| Walter Sparrow     | Hot-Dog árus                              | Komlós András   |

## Megjelenése
A film 2004. június 1-jén jelent meg DVD-n.

## Fogadtatás
1988-ban a kritikusok lelkesen fogadták. Roger Ebert filmkritikus 4 csillagot adott rá a lehetséges 4-ből és az év egyik legjobb filmjének nevezte. Az amerikai filmkritikusok véleményét összegző Rotten Tomatoes 79%-ra értékelte 28 vélemény alapján. A film négy Oscar-jelölést kapott.

## Díjak, jelölések
Oscar-díj (1989)
- díj: legjobb női mellékszereplő – Geena Davis
- jelölés: legjobb film – Lawrence Kasdan, Charles Okun és Michael Grillo
- jelölés: legjobb adaptált forgatókönyv – Frank Galati, Lawrence Kasdan
- jelölés: legjobb eredeti filmzene – John Williams

USC Scripter-díj (1990)
- díj: Anne Tyler, Frank Galati és Lawrence Kasdan

Golden Horse Awards (1989)
- díj: legjobb külföldi színész – William Hurt

BAFTA-díj (1990)
- BAFTA Award for Best Adapted Screenplay

Golden Globe-díj (1989)
- jelölés: legjobb filmdráma
- jelölés: legjobb eredeti filmzene

## Forgatási helyszínek
- Baltimore, Maryland, USA
- London, Nagy-Britannia
- Párizs, Franciaország
- Warner Brothers Burbank Studios – 4000 Warner Boulevard, Burbank, Kalifornia, USA

## Fordítás
- Ez a szócikk részben vagy egészben  a   The Accidental Tourist című angol Wikipédia-szócikk fordításán alapul.  Az eredeti cikk szerkesztőit annak laptörténete sorolja fel. Ez a jelzés csupán a megfogalmazás eredetét és a szerzői jogokat jelzi, nem szolgál a cikkben szereplő információk forrásmegjelöléseként.